# Joseph-Antoine Le Febvre de La Barre
Joseph-Antoine Le Febvre de La Barre (1622 – Parigi, 1688) è stato un militare e funzionario francese.
Figlio di Antoine Le Febvre de La Barre e di Madeleine Belin, Joseph-Antoine ricoprì molti incarichi amministrativi: fu consigliere al Parlamento di Parigi nel 1645, intendente di Parigi, del Boubonnais, dell'Auvergne e del Delfinato negli anni Cinquanta, governatore della Guyana nel 1666 e governatore generale della Nuova Francia tra il 1682 e il 1685.
La Barre si distinse anche come capitano di vascello in una battaglia avvenuta contro gli inglesi nel 1667 al largo dell'isola Nevis, dove venne ferito. Successivamente comandò una delle navi dell'ammiraglio d'Estrées nella guerra franco-olandese.
Dopo il suo mandato di governatore generale in Nuova Francia, La Barre si ritirò a Parigi, dove morì nel 1688. Un suo discendente, il Chevalier de La Barre, giustiziato per blasfemia nel 1766, fu uno dei casi resi famosi da Voltaire nel Trattato sulla tolleranza.